# EX-329
La carretera EX-329 es de titularidad de la Junta de Extremadura. Su categoría es local. Su denominación oficial es   EX-329 , Enlace de   N-V  con EX-100.